# Les Augustins
Les Augustins sont un petit groupe de rochers dans l'archipel des Saintes dépendants de la commune de Terre-de-Bas. Ils sont voisins de la Coche dont ils sont séparés par la passe des Souffleurs un dangereux passage de navigation maritime. Entre les Augustins  et l'île de Terre-de-Bas s'ouvre la passe du sud-ouest qui est le passage maritime le plus emprunté par la marine commerciale pour quitter la baie des Saintes et se rendre vers le sud de l'arc Antillais.
Le rocher de la Vierge, dont la forme rappelle curieusement l'Immaculée Conception, sert d'amer aux navires entrants et sortants de la Baie des Saintes par le sud. Ce rocher est particulièrement apprécié des plongeurs.